# El Enano de la Venta
El Enano de la Venta: periódico anti-político, satírico, típico y otras menudencias de cierta estofa, para honra y gloria de los libérrimos derechos individuales, inprescriptibles, inalienables, ilegislables y todo lo que acabe en able como sable, etc. etc., etc. va ser un periòdic satíric reusenc de curta durada que va sortir l'11 de juliol de 1869.

## Història
El director era Josep Rofes. D'entrada deixa ben clar al lector les seves intencions: atacar i ridiculitzar els republicans i sobretot a la seva premsa, La Redención del Pueblo i El Mosquito. Diu: "El objeto de esta publicación es, si nuestros lectores prometen guardar el secreto, el purificar el aire de ciertas miasmas cuyo foco de infección procede de ciertos periódicos que llámense mosquitos o llámense redentores, envenenan el aire tan necesario á la vida de las sociedades". Segons Marc Ferran, que ha fet un estudi de la premsa satírica a Reus, realitzava atacs personals i directes a la premsa republicana i als seus autors, i ometia les premisses ideològiques que l'enfrontaven amb els seus rivals polítics. D'aquesta manera entrarà de ple en la discussió dialèctica que s'establí entre la premsa satírica republicana i la conservadora durant els anys del Sexenni Revolucionari.
L'historiador i periodista reusenc Francesc Gras i Elies explica humorísticament: "Este periódico, que […] apareció en los agitados días del 1869, era redactado por D. José Rofes, médico andaluz, establecido en ésta. Era este señor muy amante de las Musas, aunque éstas se empañaban en negarle sus favores. Recuerdo que una de sus poesías publicada en Las Circunstancias empieza: "Al guiñar de las estrellas" y otras lindezas de ese jaez".

## Aspectes tècnics
Només en sortí un número. S'imprimia en mida foli a la Impremta de Joan Muñoa, a quatre pàgines, i va ser de difusió gratuïta.

## Localització
- Només es coneix la col·lecció de la Biblioteca Central Xavier Amorós de Reus.[4]